# Het groeiend monument
Het groeiend monument (Bijlmerramp)  of Bijlmermonument is een artistiek kunstwerk in Amsterdam-Zuidoost. Bij het monument wordt jaarlijks op 4 oktober stilgestaan bij de Bijlmerramp. Tot 2023 was een apart in het leven geroepen "Stichting Beheer Het Groeiend Monument" verantwoordelijk voor het monument. Sindsdien zijn de gezamenlijke buurtbewoners verantwoordelijk. Journalist Harriët Duurvoort publiceerde in 1996 een gelijknamig boekwerk over het monument. 

## Monument
Het monument is opgetrokken rondom De boom die alles zag. Die boom werd binnen korte tijd na de ramp de verzamelplaats van personen die de ramp hadden meegemaakt en er verhaal over wilden doen. Het groeiend monument bestond uit vijf delen; later werden er meer aan toegevoegd:
- Inslagpunt
- De boom die alles zag
- Mozaïektapijt
- Promenade met lindebomen
- Bloementuin
- Kersenbomen
- Gedenkmuur
- Pa Sembrug

De bouw van het monument kwam volgens sommigen te snel (men was nog bezig met de rouwverwerking) en volgens anderen te langzaam (sommige bewoners van de buurt waren al weggetrokken). De lange tijd werd deels verklaard uit dat het ontwerp een aantal keren is aangepast. 

### Inslagpunt
Het inslagpunt van het vliegtuig in flat Groeneveen wordt gemarkeerd door de Pa Sembrug, die ingebouwd is in de plattegrond van het ingestorte en verder afgebroken deel van die flat; duidelijk herkenbaar is de voormalige knik in deze honingraatflat. Het inslagpunt is weergegeven in een kleine fontein, water wordt op een plateau gepompt en stroomt richting gracht waarin het verdwijnt.

### Boom
De boom die alles zag was en is het centrum van het monument. Deze populier (populus c canescens) stamt uit circa 1964 (werd eerst opgekweekt en later geplaatst) en is dus ouder dan de flat Groeneveen. De boom stond in de slagschaduw van de plek van de inslag en staat in het verlengde van de as van de vierde knik in de flat (vanaf noorden gezien). De boom staat bekend om zijn oogvormige bastpatronen en wordt ook wel ogenboom genoemd. De ogen leken de flat in de gaten te houden en was als zodanig getuige van de ramp. De boom overleefde niet alleen de ramp maar ook de aanmerkelijke milieuvervuiling en sanering van de bodem, alhoewel ze daarbij in de wortelvertakking enigszins beschadigd raakte. Na de ramp werd het bij gebrek aan een monument een ontmoetingsplek; in eerste instantie voor overleverden van de ramp, maar in de loop der jaren ook een zitje voor (nieuwe) buurtbewoners. In de beginjaren was het de plek om stil te staan bij de ramp middels het leggen van bloemen, plaatsen van foto’s, etc.

### Mozaïektapijt
Op de grond ligt een uitgebreid veld aan mozaïeken. Na de ramp werd er een werkplaats ingericht waarin buurtbewoners hun persoonlijke gevoelens kwijt konden in mozaïeken die in Amsterdamse straattegels werden geplaatst. in 1995 en 1996 werden bijna 2000 mozaïeken gemaakt en gelegd door allerlei mensen, niet alleen nabestaanden, maar bijvoorbeeld ook journalisten en hulpverleners, die bij de ramp betrokken waren maakten mozaïeken. Initiatiefnemer en vormgever was Akelei Hertzberger (docent beeldende expressie, dochter van Herman Hertzberger); de uitvoering vond plaats onder leiding van Jolanda van de Graaf.  

### Promenade
Tussen monument en de Pa Sembrug werd een promenade aangelegd, die voor wat betreft uitvoering aansluit op die brug. Langs de promenade staan 25 lindes. Het betrof een donatie van Stadsdeel Amsterdam-Zuid, dat zo de verbintenis van de ramp met de stad wilde weergeven. De lindes kwamen van het heringerichte Museumplein.

### Bloementuin
Tussen de promenade en de flat is een bloementuin ingericht, waar bloemen uit allerlei windstreken zijn geplaatst. Ze staan voor “nieuw leven”.

### Kersenbomen
Na de oprichting is er door Joods Zuidoost (ZO Mokum) een reeks kersenbomen geplant.

### Gedenkmuur
Het monument wordt aan de noordzijde als het ware begrensd door een gedenkmuur met namen van slachtoffers en namen van medewerkers aan het monument. Daar staat ook het infobord over het monument. De muur, dat voor wat betreft opbouw hetzelfde is als de promenade en Pa Semburg, is ontworpen door architect Herman Hertzberger, de tekst van K. Schippers: 
Ik kan iets niet vergeten en dat is de ramp
Daarom als herinnering heb ik een mozaïek gemaakt
Zodat ik er iedere keer naar kijken kan.

### Naamgeving brug
De eerdergenoemde brug kreeg pas in 2017 haar naam; ze werd vernoemd naar Willem Symor (Pa Sem), die de brandende flat inliep om een kind te redden.

## Afbeeldingen

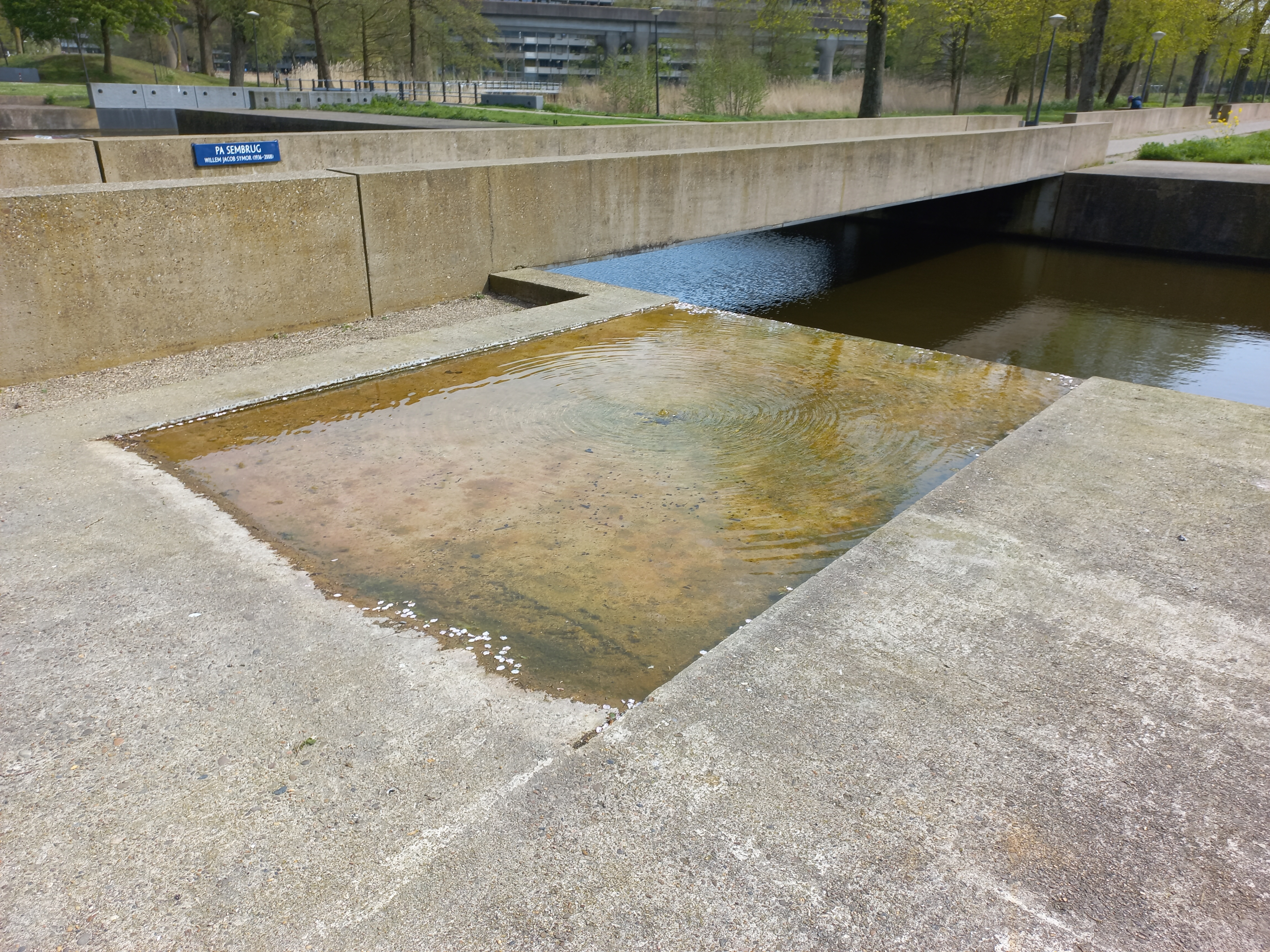
Fonteintje inslagpunt (april 2024)
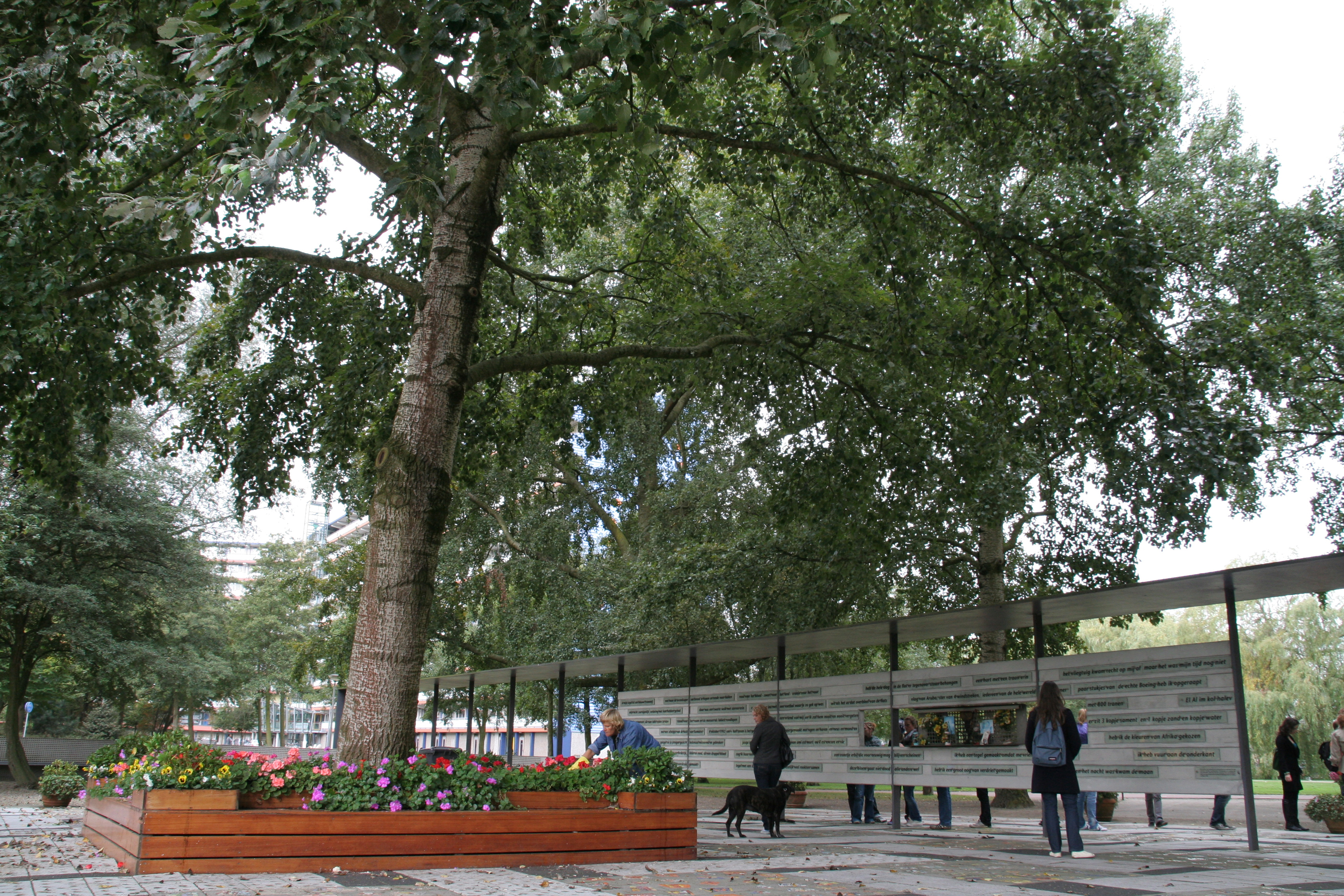
De boom die alles zag (oktober 2009)
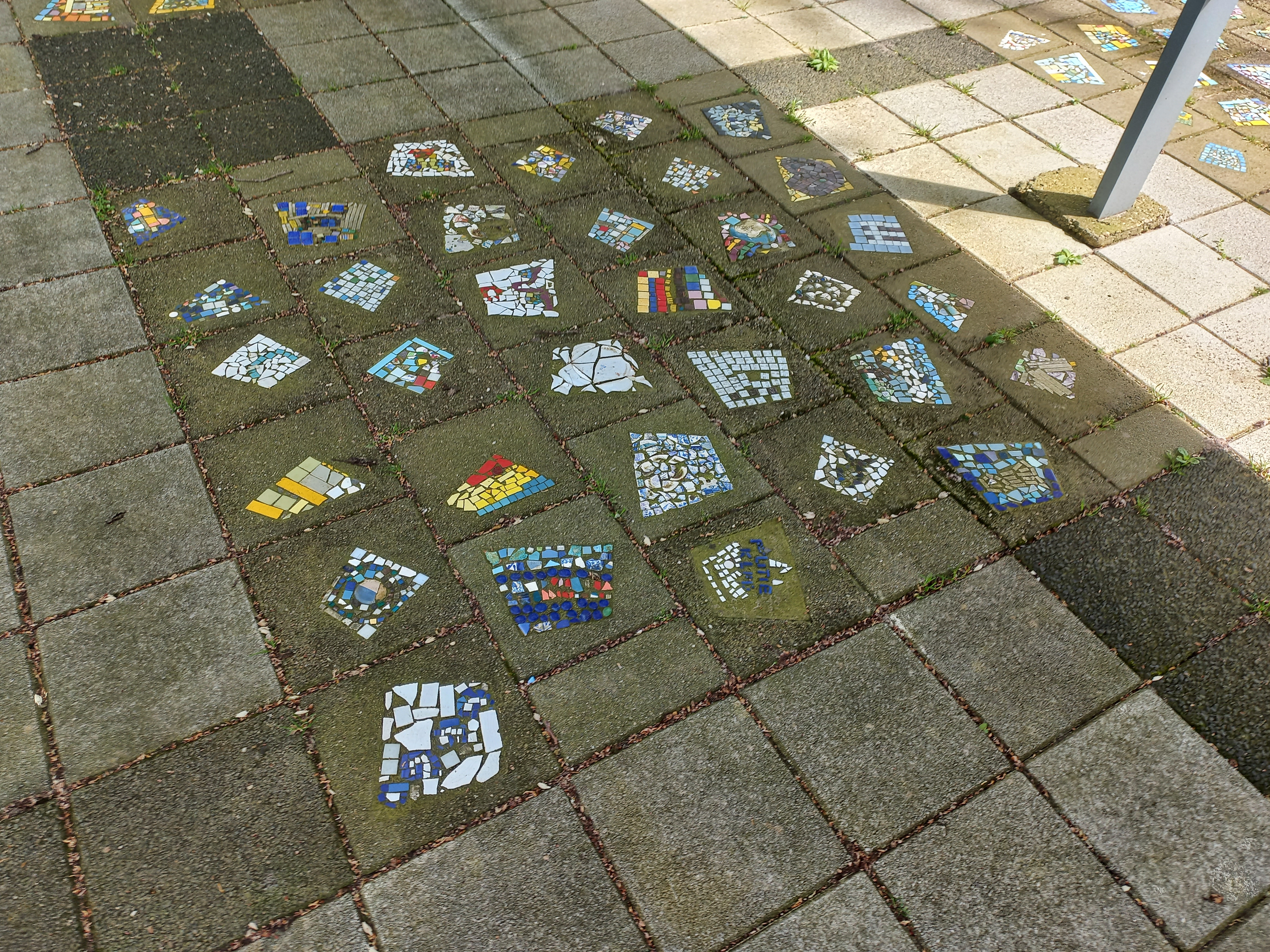
Vloermozaïek (april 2024)
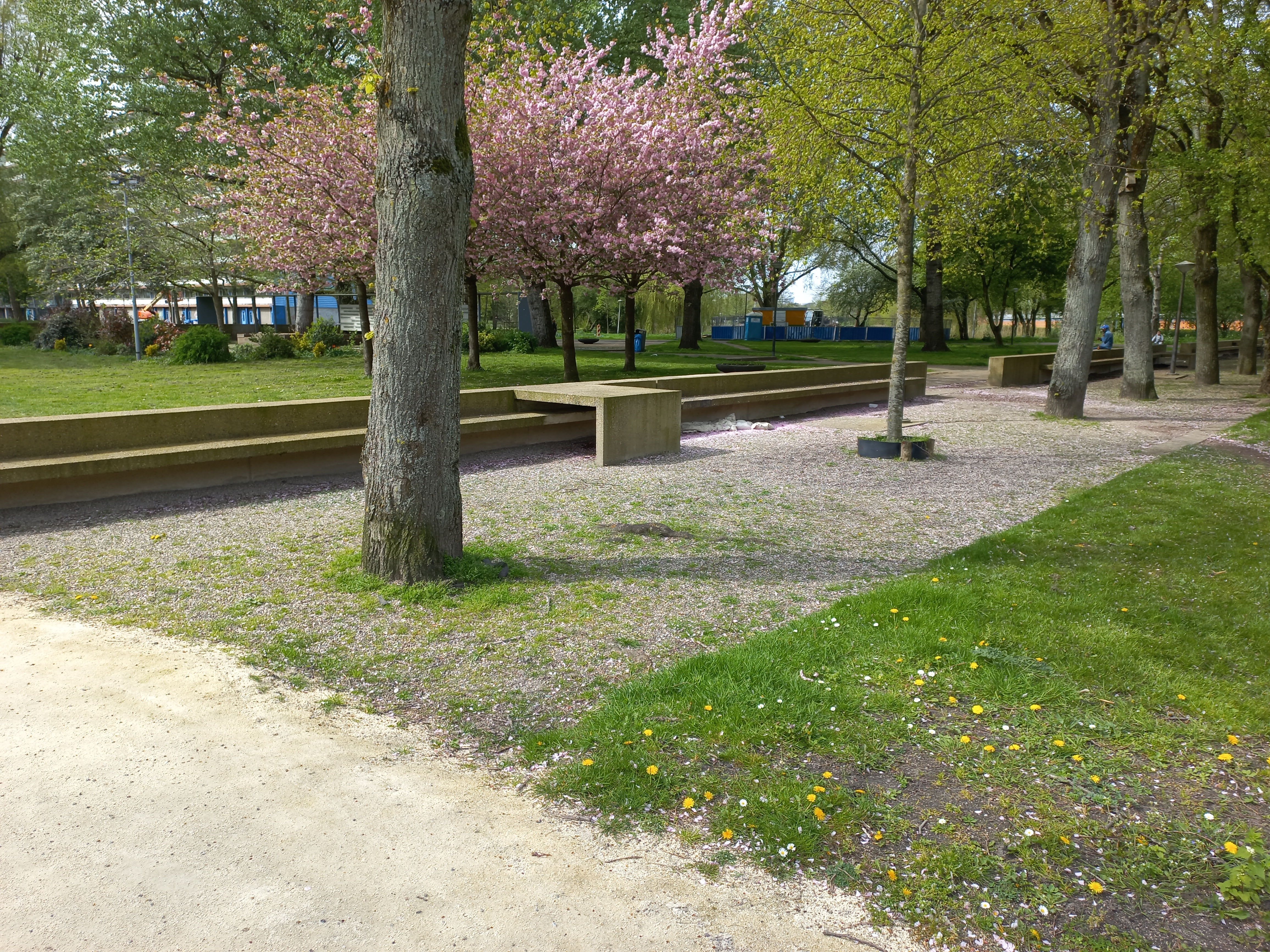
Promenade (april 2024)
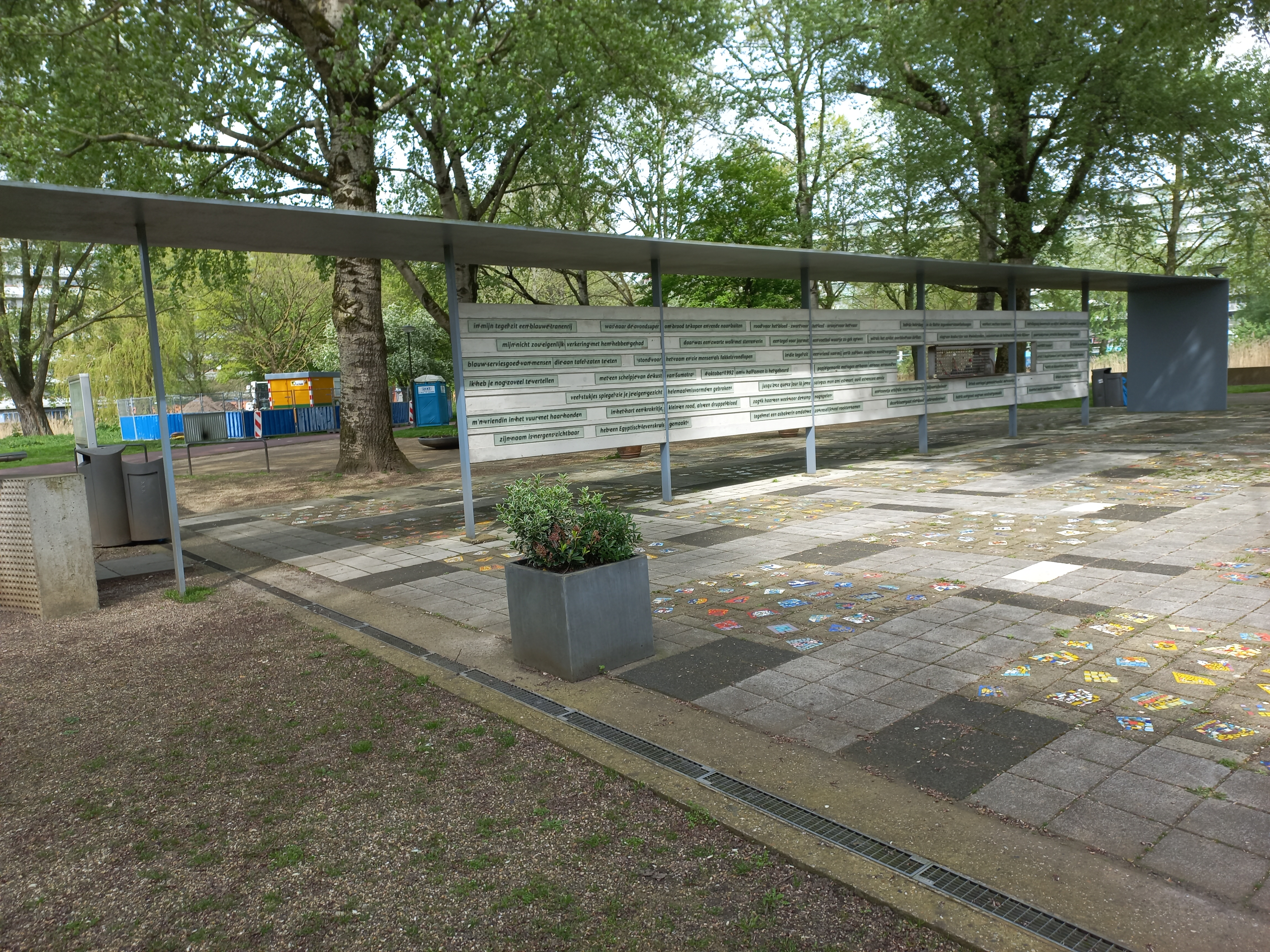
Gedenkmuur (april 2024)
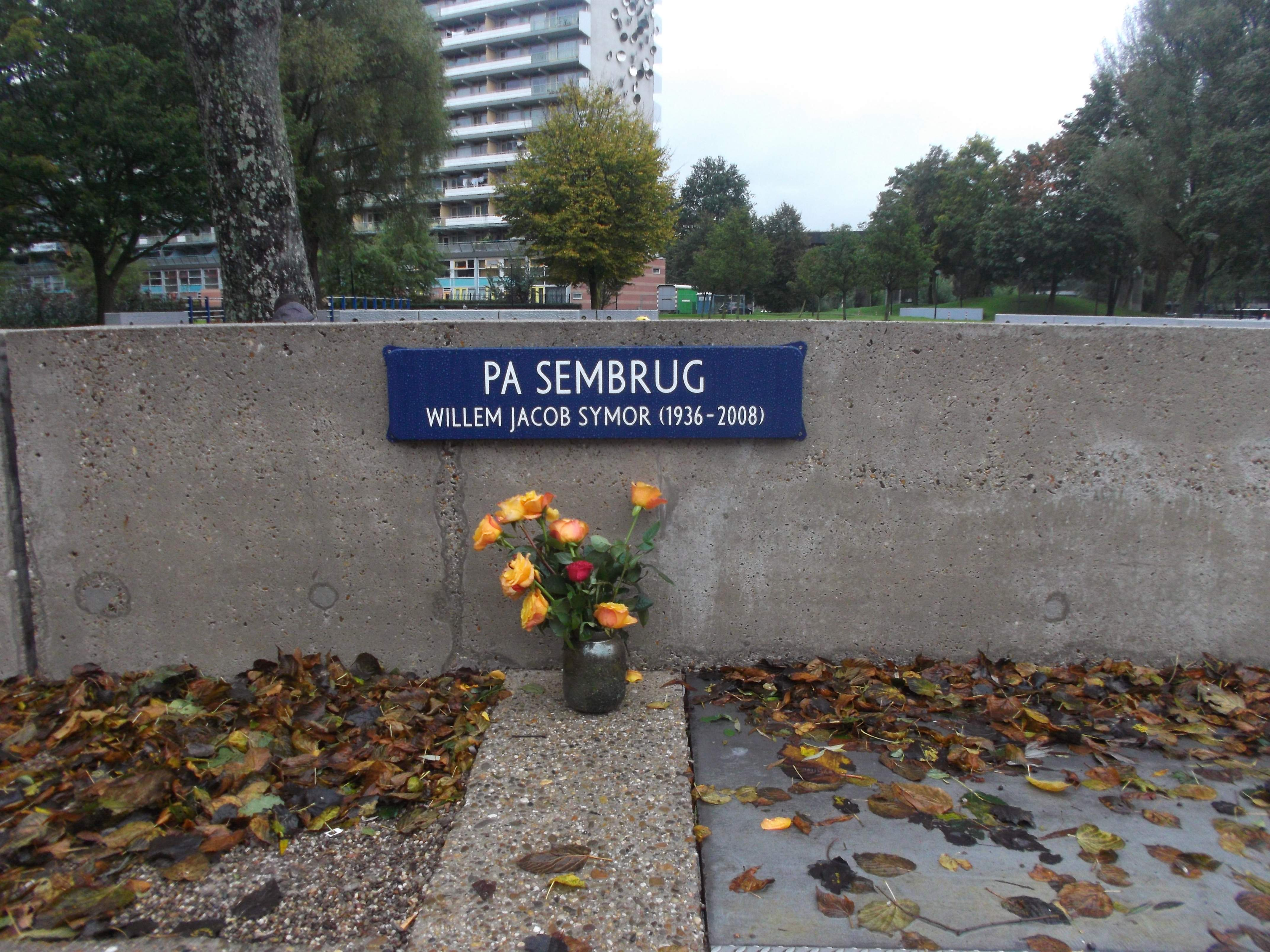
naamplaat Pa Sembrug (oktober 2017)
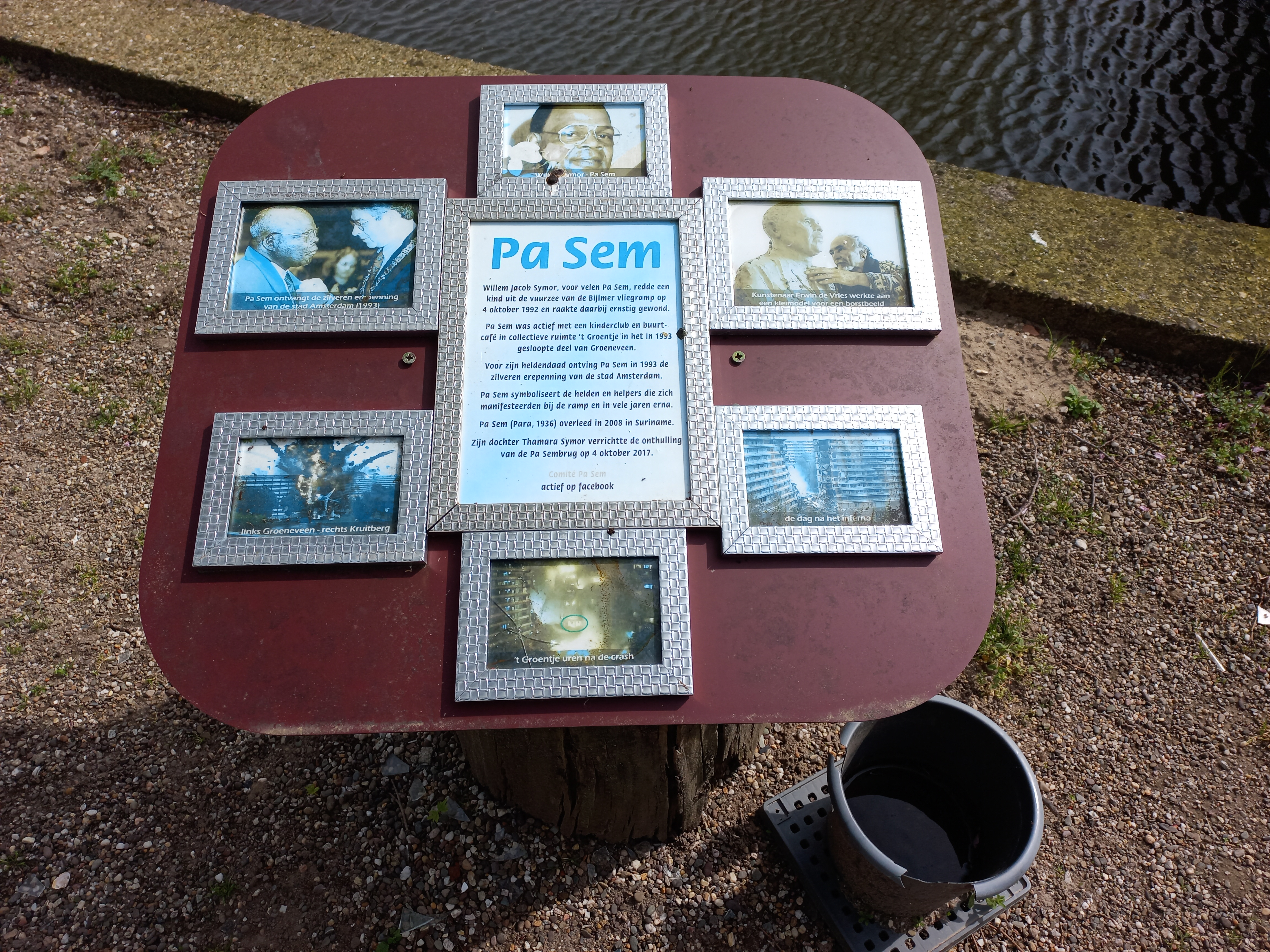
Gedenkplaat Pa Sem (april 2024)